# 小池勇二郎 (実業家)
小池 勇二郎（こいけ ゆうじろう、1922年〈大正11年〉8月6日 - 2013年〈平成25年〉5月24日）は、日本の実業家。長女は東京都知事の小池百合子。

## 経歴
兵庫県神戸市生まれ。宮城県・小池喜兵衛、兵庫県・かつの二男。1944年（昭和19年）、中央大学専門部商学科卒業。1947年（昭和22年）、立川医薬品工業営業部長。第二次世界大戦中は海軍中尉となり満洲国有鉄道経理部に所属した。
終戦後はペニシリンなどを扱う闇市で財を成し、石油を扱う貿易会社を複数経営したほか、関西経済同友会の幹事を歴任した。その際にエジプト、サウジアラビア、クウェートなどのアラブ諸国の指導者層との人脈を形成する。
1951年（昭和26年）に三昌物産専務に就任。1952年（昭和27年）7月15日、長女の百合子が生まれる。
1959年（昭和34年）、末次一郎が主催する日本健青会がエジプトとの交流事業を始めた。末次に心酔していた小池は視察団に参加。視察先のエジプトのカイロで「自分はここに残って商売がしたい」と言い出すも、結局、周囲に説得させられて帰国した。
同年、三昌物産社長に就任した。1963年（昭和38年）に国際三昌社長を兼任する。
1968年（昭和43年）7月の参議院議員選挙に石原慎太郎が自民党公認で全国区から立候補。小池は関西の選対で陣頭指揮をとったとされる。石原は全国区トップで初当選を果たすと、政治団体「日本の新しい世代の会」を立ち上げた。小池は同団体に参加し、関西地区の専務理事となる。このとき学生部の理事を務めたのが、当時関西大学に在学していた浜渦武生だった。
1969年（昭和44年）の第32回衆議院議員総選挙に旧兵庫2区（定数5）から無所属で立候補。浜渦は石原に命じられ、選挙事務所となった尼崎支部で専従で活動した。支部長は鴻池祥肇が務めた。しかし落選の予測が濃厚になると人は次々に離れていった。「選挙戦の最終日、勇二郎さんと鴻池さんと私の3人だけになった。3人で尼崎のガード下で焼き肉を食ったのを今も忘れられない」と浜渦はのちに語っている。
同年12月27日投開票。小池は候補者12人中10番目の得票数で落選。商売をかえりみず政治に夢中になりすぎたため、1971年（昭和46年）頃、成功していた会社も倒産し、債権者が小池家に押し寄せた。石原の有力後援者で当時、空調工事会社を経営していた朝堂院大覚が小池一家を大阪から逃がし、都内のアパートを用意した。その後、小池は朝堂院の支援でエジプトのカイロで日本食レストラン「なにわ」を開き、生計を立てるが、百合子のエジプト留学中にこれも倒産した。
航空技術サービス各社長、関西経済同友会幹事、関西戦中派の会代表幹事、大阪倶楽部評議員、全国中小貿易協会理事などをつとめた。
日本に帰国後の2013年（平成25年）5月24日に死去。90歳没。妻の恵美子も後を追うように同年9月16日に死去した。

## 人物
趣味は野球、ゴルフ。住居は兵庫県芦屋市東山町にあった。

## 家族・親族
小池家
- 父・喜兵衛[1]（1888年 - ?、小池合名会社代表社員、海運業）[3]
- 母・かつ（1897年 - ?、兵庫、小川逸治の妹）[1]
- 妻・恵美子（1924年 - 2013年[11]、小川六之助の六女）[1]
- 長男・勇（1950年 - 、一般社団法人アフリカ開発協会理事）[1][12]
- 長女・百合子（1952年 - ）[1]

親戚
- 叔父・越後友之助（東洋国際石油社長）[1]